# Anselm de Lieja
Anselm de Lieja o Anselmus Leodiensis (nascut 1015-1017, mort a Lieja el 1056) és un cronista del principat de Lieja.
Va néixer d'una família noble probablement a Colònia, on va estudiar al col·legi de la catedral. Ja canonge, va arribar a Lieja el 1041 on va ser nomenat degà del capítol de la Catedral de Sant Llambert. Era un bon amic del príncep-bisbe Wazon (980-1048). Va morir a principis de l'any 1056.
La seva crònica coneguda com Gesta episcoporum Tungrensium, Traiectensium et Leodiensium (gests dels bisbes de Tongeren, Maastricht i Lieja) es considera una de les millores d'aquesta època, tant per les seves qualitats literàries com pel valor històric, sobretot en la seva descripció de la història contemporània.
Continua en la tradició d'Heriger de Lobbes (mort el 1007) que va escriure la biografia dels primers vint-i-set bisbes de Lieja fins a Remacle. La seva padrina, la comtessa Ida, abadessa de Santa Cecília de Colònia el va encarregar de continuar aquesta obra que comença amb la vida de Teodard de Maastricht i acaba amb el mateix Wazon. La seva obra es caracteritza per un estil clar que palesa una intel·ligència crítica, favorable a reformes de l'església.
Obra
- Gesta episcoporum Tungrensium, Traiectensium et Leodiensium [Consulta: 4 febrer 2018]. Arxivat 2017-11-07 a Wayback Machine.[5] L'edició del manuscrit de Köpke del 1846 comença sent obsoleta: l'editor no va utilitzar ni la còpia trobada a l'Abadia d'Averbode, ni la de Daniel Raymundi del 1606, ni tampoc va fer servir totes les variacions del manuscrit d'Aulne de la fi del segle xii, conservat a la Biblioteca de la Universitat de Lieja.[6]